# Seznam ministrů zahraničních věcí Islandu

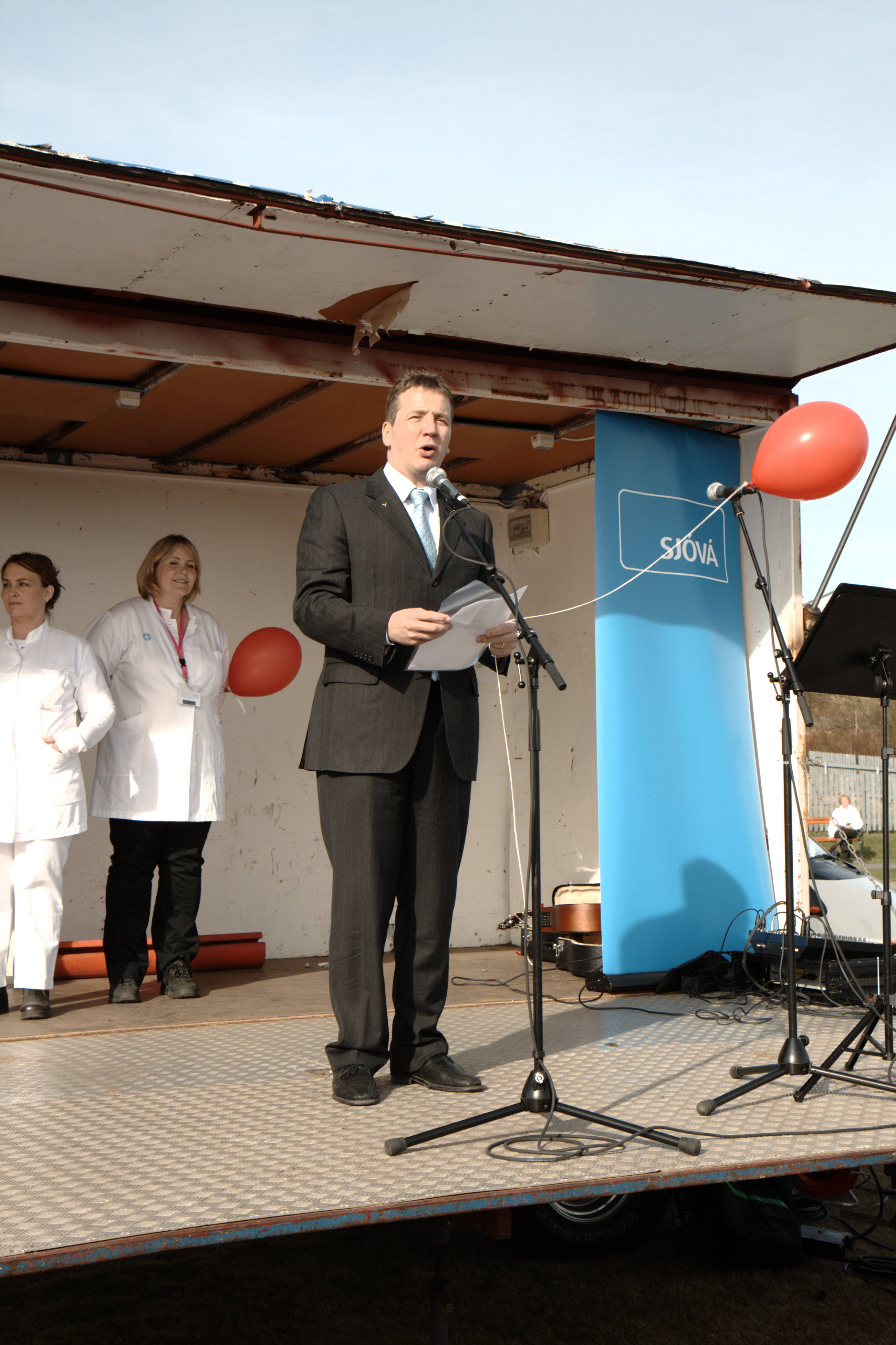
Guðlaugur Þór Þórðarson

Seznam ministrů zahraničních věcí Islandu od roku 1941:
1. 1941–1942 Stefán J. Stefánsson
2. 1942 Ólafur Thors
3. 1942–1944 Vilhjálmur Þór
4. 1944–1947 Ólafur Thors
5. 1947–1953 Bjarni Benediktsson
6. 1953–1956 Kristinn Guðmundsson
7. 1956 Emil Jónsson
8. 1956–1965 Guðmundur Í. Guðmundsson
9. 1965–1971 Emil Jónsson
10. 1971–1978 Einar Ágústsson
11. 1978–1980 Benedikt Gröndal
12. 1980–1983 Ólafur Jóhannesson
13. 1983–1986 Geir Hallgrímsson
14. 1986–1987 Matthías Mathiesen
15. 1987–1988 Steingrímur Hermannsson
16. 1988–1995 Jón Baldvin Hannibalsson
17. 1995–2004 Halldór Ásgrímsson
18. 2004–2005 Davíð Oddsson
19. 2005–2006 Geir H. Haarde
20. 2006–2007 Valgerður Sverrisdóttir
21. 2007–2009 Ingibjörg Sólrún Gísladóttir
22. 2009–2013 Össur Skarphéðinsson
23. 2013–2016 Gunnar Bragi Sveinsson
24. 2016–2017 Lilja Dögg Alfreðsdóttir
25. od 2017 Guðlaugur Þór Þórðarson